# Basic Board
Das Basic Board ist ein privatrechtliches Börsensegment der Börse Frankfurt innerhalb des gesetzlich definierten Freiverkehrs. Es verpflichtet die Teilnehmer zu einem Mindestmaß an Transparenz und liegt damit zwischen den niedrigen Anforderungen des Quotation Boards und den Transparenz- und Qualitätsstandards des Scale-Segments. Alle drei sind Teil des Frankfurter Open Market.
Das Basic Board wird laut Angaben der Deutschen Börse AG (DBAG) „nicht als Börsensegment gesondert ausgewiesen, auch wenn die Unternehmen im Basic Board verpflichtet sind, ihre Finanzberichte zu veröffentlichen“. Die DBAG veröffentlicht somit keine Liste der im Basic Board notierten Wertpapiere.

## Geschichte
Das Basic Board entstand am 1. März 2017 als Auffangsegment für die Teilnehmer des eingestellten Entry Standards. Gleichzeitig wurde das Teilsegment Scale geschaffen, in das Basic-Board-Wertpapiere auf Antrag der Emittenten und bei Erfüllung weiterer Zulassungsvoraussetzungen einbezogen werden können. Eine Neuaufnahme im Scale schließt immer auch eine Notierung im Basic Board mit ein. Die Basic-Board-Notierung kann bei einer späteren Nichterfüllung der Scale-Kriterien bestehen bleiben.

## Folgepflichten
Emittenten der im Basic Board notierten Aktien müssen
- innerhalb von zehn Monaten nach Geschäftsjahresbeginn einen verkürzten Abschluss und einen Zwischenlagebericht für das erste Geschäftshalbjahr an die DBAG übermitteln,
- innerhalb von sechs Monaten nach Geschäftsjahresende einen geprüften Jahresabschluss und Lagebericht an die DBAG übermitteln und
- die DBAG zeitnah über Änderungen der Firmen-Stammdaten, über Kapitalmaßnahmen und über Änderungen bezüglich des Designated Sponsors oder Kapitalmarktbetreuers informieren.

Die übermittelten Berichte werden auf der Website der Börse Frankfurt veröffentlicht.